# Kenyérfa
A kenyérfa (Artocarpus) a rózsavirágúak (Rosales) rendjébe és az eperfafélék (Moraceae) családjába tartozó nemzetség. Rokonságban áll a fügékkel (Ficus). Legismertebb és a leggyakrabban termesztett faja, a trópusi kenyérfa (Artocarpus altilis).

## Előfordulásuk
Az egyes fajok Ázsia délkeleti részén, illetve a Csendes-óceán szigetein őshonosak. Azonban sok más trópusi térségbe is betelepítették.

## Megjelenésük

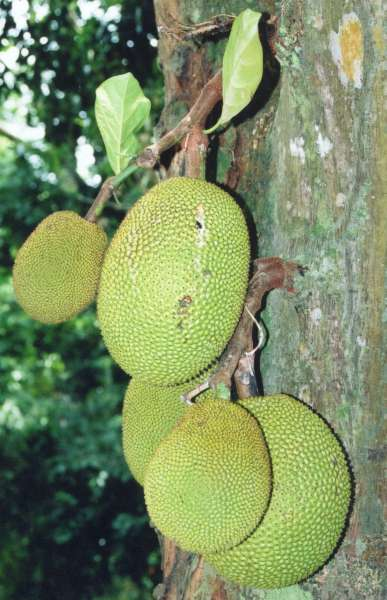
A jákafa termése

Kis vagy közepes termetű, örökzöld, kétlaki fa; 25 m-nél magasabbra ritkán nő meg.
Levele többnyire szárnyasan összetett, ujjas vagy öblös.
Hímvirágzata barka, a termő virágok húsos torzsán szorulnak össze, majd gömbölyded, illetve ovális, ehető álgyümölccsé fejlődnek. A gyümölcs mérete az ökölnyitől a néhány kilogrammosig változó. Egyes, termesztett fajták termése magvatlan.

## Életmódjuk
Melegkedvelő. A legismertebb fajok nemhogy a fagyokat, de már a +7 °C alatti hőmérsékletet sem tűrik.
Legtöbb faját magról szaporítják – a mag nélküli változatokat gyökérsarjakkal vagy gyökérdugványról.

## Felhasználásuk
A legtöbb faj termése sok keményítőt tartalmaz, ezért nyersen csak ritkán fogyasztják. Leggyakrabban sütik, főzik vagy szárítva lisztté őrlik. A Karib-tenger szigeteire és az amerikai kontinensre Mexikótól Brazíliáig Cook kapitány javaslatára telepítették be. Az első szállítmányt a Bounty vitte volna Tahitiről; ez az ismert lázadás miatt meghiúsult.
A kenyérfát gyakorta a házak körül nevelik, termését a piacokon árusítják. Három kenyérfa elegendő egy ember ellátására, bár ez a táplálkozás rendkívül egysíkú.
A déltengeri szigeteken a fa (A. anisophyllus, A. dadah) kérgének rostos, belső részéből ruhát, fájából kenut és bútort készítenek, tejnedvéből ragasztót és tömítőanyagot nyernek.